# Укус мавпи
Укус мавпи — є другим за поширеністю укусом тварини після укусу собак в Індії. Укуси мавп становлять 2-21 % травм від укусів тварин. Укуси мавп є важливим ризиком для мандрівників і після укусів собак є найпоширенішим видом укусів тварин для мандрівників. Лікування залежить від багатьох факторів, включаючи підозру на сказ. Дії після укусу:
- очищення та догляд за раною
- профілактичні антибіотики
- лікування після укусу сказу
- лікування правця після укусу[1]

Укус мавпи може призвести до серйозних інфекційних хвороб. Вірус мавпячого герпесу В є ендемічним для деяких видів азіатських мавп. Вперше він був виявлений у дослідника, якого вкусила мавпа, яка здавалася здоровою. Незабаром після цього дослідник помер від запалення мозку (енцефаліту). Подальші випадки зараження цим вірусом мавп призводили до летальності, яка сягала 80 %. Передача вірусу через укус мавпи майже завжди є результатом професійного контакту працівників біомедичних досліджень.
Прогресування хвороби було описано: «Проявляється герпетичними ураженнями шкіри і сенсорними змінами, які [помітні] поблизу місця контакту, гарячкою і неспецифічними грипоподібними міалгіями та головним болем, втомою і прогресуючими неврологічними порушеннями, включаючи задишку. Як тільки уражається центральна нервова система, результат незмінно летальний. Але з розгортанням противірусної терапії, як для профілактики, так і для лікування, випадки захворювання стали нечастими, а смертельні випадки рідкісними, хоча і трапляються».
Профілактика здійснюється шляхом ознайомлення мандрівників з проблемою. Вона також містить необхідність оцінки наявності сказу в популяціях мавп. Досліджень щодо оцінки наслідків укусів мавп бракує. З 1960 по 2013 рік було задокументовано 159 випадків зараження людей сказом внаслідок укусів мавп.